# Surinaamse Onafhankelijkheidsstrijders
Suriname kent een aantal onafhankelijkheids- en vrijheidsstrijders welke de toenmalige Europese bezetters onder grote druk hebben weten te zetten. De bekendsten zijn Boni, Baron en Kapitein Broos.

## Marrons
De Afrikaanse slaven die in Suriname gedwongen werden te werken op de plantages wisten van tijd tot tijd te ontsnappen. Deze weggelopen slaven werden Marrons genoemd. De meesten hiervan werden óf opgepakt en gestraft, óf deze zag men nooit meer terug. Bepaalde weggelopen slaven hebben het echter voor elkaar gekregen grote groepen marrons te organiseren, tot op het punt dat er complete nederzettingen van enkele duizenden marrons in het oerwoud waren ontstaan.

## Cottica-marrons
Boni was leider van de Cottica-Marrons, samen met Baron en Jolicoeur. Deze groep leverde voortdurend slag met de Europese bezetters en bevrijdde zo veel mogelijk slaven om deze vervolgens in te lijven. Vanwege een onderlinge ruzie tussen de leiders werd uiteindelijk een grote nederlaag geleden en vluchtten Boni en Baron naar Frans-Guyana. Hier hebben zij nog 20 jaar lang gevochten, maar nooit meer zo succesvol als destijds in Suriname.

## Bakabusi Nengre
Kapitein Broos was samen met zijn broer Kaliko leider van de Bakabusi Nengre. Een groep marrons die in grote nederzettingen in het oerwoud leefden en een flinke strijdkracht op de been wist te brengen. De plantage-eigenaren stonden vrijwel machteloos tegenover Broos en probeerden verdragen met hem af te sluiten. Broos heeft echter tot aan de afschaffing van de slavernij in 1863 een zeer succesvolle guerrilla-oorlog tegen deze bezetters gevoerd. De in Nederland levende familie Deekman stamt direct van kapitein Broos af. Ook de families Babel en Landveld bevatten vele afstammelingen. 
Minder bekende onafhankelijkheidsstrijders zijn Boston Bendt, Alabi en Adoe. 
Omdat de hevige aanvallen van de vrijheidsstrijders Suriname op de rand van een faillissement gebracht hebben, gecombineerd met internationale druk en een groeiend aantal tegenstanders van de slavernij in Nederland zelf, was Nederland uiteindelijk gedwongen de slavernij officieel af te schaffen.